# Theodora Kroeber
Theodora Kracaw Kroeber Quinn (ur. 24 marca 1897, zm. 4 lipca 1979) – amerykańska pisarka i antropolog, najlepiej znana jako autorka relacji ze spotkań z Ishi – ostatnim członkiem plemienia Yahi z Kalifornii, autorka zbiorów podań i mitów wielu rdzennych kultur z terenów dzisiejszej Kalifornii.
Theodora Kracaw (nazwisko panieńskie) urodziła się w Kolorado, później przeprowadziła się do Kalifornii, gdzie studiowała na Uniwersytecie Kalifornijskim w Berkeley. W 1920 uzyskała dyplom w dziedzinie psychologii klinicznej.
Po tym jak została wdową z dwójką dzieci studiowała antropologię, spotkała i poślubiła Alfreda Kroebera, jednego z wiodących amerykańskich antropologów swojego pokolenia, również wdowca. Po jego śmierci napisała jego biografię. Z Alfredem ma córkę (Ursula K. Le Guin – pisarka) i syna (Karl Kroeber – historyk). Jej synowie z pierwszego małżeństwa to Ted i Clifton Kroeber – historyk.
Dziadkiem Theodory był Ludwik Stanisław Kraków, który wyemigrował do Stanów Zjednoczonych z Polski po powstaniu styczniowym. Jego matką, a prababką pisarki była Paulina Krakowowa (z domu Radziejowska), pisarka, nauczycielka, redaktorka czasopisma „Pierwiosnek”.
Jej książka Ninawa - wieloryb lądowy. Legendy indiańskie wydana została w Polsce (Wydawnictwo Literackie, 1983). Zrecenzował ją Andrzej Niewiadowski ("Fantastyka" 8/84 s. 53).